# Liste der Baudenkmale in Lüneburg – Schillerstraße
In der Liste der Baudenkmale in Lüneburg – Schillerstraße sind Baudenkmale in der Schillerstraße in der niedersächsischen Stadt Lüneburg aufgelistet. Die Quelle der IDs und der Beschreibungen ist der Denkmalatlas Niedersachsen. Der Stand der Liste ist der 31. Dezember 2021.

## Allgemein
In den Spalten befinden sich folgende Informationen:
- Lage: die Adresse des Baudenkmales und die geographischen Koordinaten. Kartenansicht, um Koordinaten zu setzen. In der Kartenansicht sind Baudenkmale ohne Koordinaten mit einem roten Marker dargestellt und können in der Karte gesetzt werden. Baudenkmale ohne Bild sind mit einem blauen Marker gekennzeichnet, Baudenkmale mit Bild mit einem grünen Marker.
- Bezeichnung: Bezeichnung des Baudenkmales
- Beschreibung: die Beschreibung des Baudenkmales. Unter § 3 Abs. 2 NDSchG werden Einzeldenkmale und unter § 3 Abs. 3 NDSchG Gruppen baulicher Anlagen und deren Bestandteile ausgewiesen.
- ID: die Objekt-ID des Baudenkmales
- Bild: ein Bild des Baudenkmales, ggf. zusätzlich mit einem Link zu weiteren Fotos des Baudenkmals im Medienarchiv Wikimedia Commons. Wenn man auf das Kamerasymbol klickt, können Fotos zu Baudenkmalen aus dieser Liste hochgeladen werden:

## Baudenkmale
| Lage                                              | Bezeichnung | Beschreibung | ID                              | Bild |
| ------------------------------------------------- | ----------- | ------------ | ------------------------------- | ---- |
| Schillerstraße 1 53° 14′ 31″ N, 10° 24′ 19″ O     | Wohnhaus    |              | 30653705                        |      |
| Schillerstraße 3 53° 14′ 31″ N, 10° 24′ 19″ O     | Wohnhaus    |              | 30653722                        |      |
| Schillerstraße 5 53° 14′ 30″ N, 10° 24′ 19″ O     | Wohnhaus    |              | 30653739                        |      |
| Schillerstraße 7 53° 14′ 29″ N, 10° 24′ 19″ O     | Wohnhaus    |              | 30653756                        |      |
| Schillerstraße 9 53° 14′ 29″ N, 10° 24′ 19″ O     | Wohnhaus    |              | 30653773                        |      |
| Schillerstraße 11 53° 14′ 29″ N, 10° 24′ 19″ O    | Wohnhaus    |              | 30653790                        |      |
| Schillerstraße 13 53° 14′ 28″ N, 10° 24′ 19″ O    | Wohnhaus    |              | 30653807                        |      |
| Schillerstraße 15 53° 14′ 28″ N, 10° 24′ 19″ O    | Wohnhaus    |              | 30653824                        |      |
| Schillerstraße 17 53° 14′ 27″ N, 10° 24′ 19″ O    | Wohnhaus    |              | 30653841                        |      |
| Schillerstraße 20 53° 14′ 25″ N, 10° 24′ 22″ O    | Wohnhaus    |              | 30665133                        |      |
| Schillerstraße 21 53° 14′ 25″ N, 10° 24′ 20″ O    | Wohnhaus    |              | 30665150                        | BW   |
| Schillerstraße 22/24 53° 14′ 24″ N, 10° 24′ 22″ O | Wohnhaus    |              | 30598926/1/-/ 30665167 30598926 | BW   |
| Schillerstraße 23/25 53° 14′ 24″ N, 10° 24′ 20″ O | Wohnhaus    |              | 30665218/1/-/ 30665184 30665218 |      |
| Schillerstraße 26/28 53° 14′ 24″ N, 10° 24′ 22″ O | Wohnhaus    |              | 30665269/1/-/ 30665235 30665269 |      |
| Schillerstraße 27/29 53° 14′ 24″ N, 10° 24′ 20″ O | Wohnhaus    |              | 30665286/1/-/ 30665252 30665286 |      |
| Schillerstraße 30/32 53° 14′ 23″ N, 10° 24′ 22″ O | Wohnhaus    |              | 30665337/1/-/ 30665303 30665337 |      |
| Schillerstraße 31/33 53° 14′ 23″ N, 10° 24′ 20″ O | Wohnhaus    |              | 30665354/1/-/ 30665320 30665354 |      |
| Schillerstraße 34/36 53° 14′ 22″ N, 10° 24′ 22″ O | Wohnhaus    |              | 30665405/1/-/ 30665371 30665405 |      |
| Schillerstraße 35/37 53° 14′ 22″ N, 10° 24′ 20″ O | Wohnhaus    |              | 30665354/1/-/ 30665388 30665354 |      |
| Schillerstraße 38/40 53° 14′ 22″ N, 10° 24′ 22″ O | Wohnhaus    |              | 30665473/1/-/ 30665439 30665473 |      |
| Schillerstraße 39/41 53° 14′ 22″ N, 10° 24′ 20″ O | Wohnhaus    |              | 30665490/1/-/ 30665456 30665490 | BW   |
| Schillerstraße 42/44 53° 14′ 21″ N, 10° 24′ 22″ O | Wohnhaus    |              | 30665541/1/-/ 30665507 30665541 |      |
| Schillerstraße 43/45 53° 14′ 21″ N, 10° 24′ 20″ O | Wohnhaus    |              | 30665575                        |      |
| Schillerstraße 47 53° 14′ 20″ N, 10° 24′ 21″ O    | Wohnhaus    |              | 30665558/1/-/ 30665524 30665558 |      |